# Sennia Nanua
Sennia Nanua est une actrice britannique, née le 13 novembre 2002 à Nottingham (Angleterre).

## Biographie
Sennia Nanua naît le 13 novembre 2002 à Nottingham, en Angleterre.
En 2015, à l'âge de 13 ans, elle joue dans le court métrage britannique Beverly d'Alexander Thomas. Même année, elle décroche le rôle principal dans le long métrage The Last Girl : Celle qui a tous les dons (The Girl with All the Gifts, 2016) de Colm McCarthy, adaptation du roman signé Mike Carey,,.
En 2018, elle apparaît dans le premier film The Fight (en) de Jessica Hynes.
En août 2021, on apprend qu'elle fait partie de la distribution, en catimini, dans la mini-série historique américaine The Serpent Queen, créée par Justin Haythe et diffusée en 2022 sur la chaîne Starz.

## Filmographie

### Cinéma

#### Longs métrages
- 2016 : The Last Girl : Celle qui a tous les dons (The Girl with All the Gifts) de Colm McCarthy : Mélanie
- 2018 : The Fight (en) de Jessica Hynes : Emma Bell
- 2019 : Frankie d'Ira Sachs : Maya Andoh

#### Court métrage
- 2015 : Beverly d'Alexander Thomas : Jess

### Télévision

#### Séries télévisées
- 2018 : Casualty : Keely Arnold (épisode 33)
- 2022 : The Serpent Queen : Rahima (série, Première saison)

## Distinctions

### Récompenses
- 49ème Festival international du film de Catalogne (2016) : Meilleure actrice pour The Last Girl : Celle qui a tous les dons

### Nominations
- 19e cérémonie des British Independent Film Awards (2016) : Meilleur espoir pour The Last Girl : Celle qui a tous les dons[6]
- 37e cérémonie des London Film Critics Circle Awards (en)(2017) : Jeune acteur britannique de l'année pour The Last Girl : Celle qui a tous les dons
- 22e cérémonie des Empire Awards (2017) : Meilleur espoir féminin pour The Last Girl : Celle qui a tous les dons[7]